# 梅本満
梅本 満（うめもと みつる）は、日本のテレビプロデューサー、株式会社ブレイン・コミュニケーションズ代表取締役。

## 略歴
1978年株式会社綜合放送に入社。TBSラジオ『パックインミュージック』『歌うヘッドライト』の制作に携わる。その後、1984年株式会社古舘プロジェクト設立メンバーの一人として参画し、古舘伊知郎の初代マネージャーを務める。1990年にテレビ制作会社イーストに入社し、プロデューサーとして数多くの番組を手掛けた。
イースト退社後の2009年8月に株式会社ブレイン・コミュニケーションズ代表取締役に就任。
2004年頃から2014年頃までスタッフロールの名前を梅本覇留と表記していた。

## 手掛けた担当番組
- パックインミュージック（TBSラジオ）
- いすゞ歌うヘッドライト〜コックピットのあなたへ〜（TBSラジオ）
- ニュースフロンティア（テレビ朝日）
- 北野ファンクラブ（フジテレビ）※平成教育テレビのたけしの平成ファンクラブ、夜のチョットスタジオも含む
- ダウトをさがせ!（毎日放送）※ダウトをさがせ2、ダウトをさがせRも含む
- 落語のピン（フジテレビ）
- 逸見のその時何が!（毎日放送）
- ビートたけしのつくり方（フジテレビ）
- たけし大全集'94 ～たけしが愛した101人～（フジテレビ）
- 大東京マカショ（フジテレビ）
- アジアNビート（フジテレビ）※途中から参加
- たけしの万物創世紀（朝日放送）
- 突撃!お笑い風林火山（フジテレビ）
- 北野富士（フジテレビ）
- 奇跡体験!アンビリバボー（フジテレビ）
- 足立区のたけし、世界の北野（フジテレビ）
- たけしのポリスアカデミー（朝日放送）
- そんなに私が悪いのか!?（テレビ朝日）
- 福山エンヂニアリング（関西テレビ）
- たけし・所のWA風がきた!（朝日放送）
- ビートたけし原作 浅草キッドの「浅草キッド」（スカパー!）
- タモリのグッジョブ!胸張ってこの仕事（毎日放送）
- 世界バリバリ☆バリュー（毎日放送）
- たけしの斎藤寝具店（フジテレビ）
- 北野タレント名鑑（フジテレビ）
- 北野フォーク人生王（フジテレビ）
- たけしのコマ大数学科（フジテレビ）
- 松尾貴史の落語BAR（BS12 トゥエルビ）
- たけしの等々力ベース（BSフジ）
- 落語小僧（BSフジ）
- 人生改革!ジョイ石井のイメージング（フジテレビ・特番）
- 教えてもらう前と後（MBS）
- はじめてのたけし（BSスカパー）